# العلاقات الموريشيوسية الهايتية
العلاقات الموريشيوسية الهايتية هي العلاقات الثنائية التي تجمع بين موريشيوس وهايتي.

## مقارنة بين البلدين
هذه مقارنة عامة ومرجعية للدولتين:
| وجه المقارنة                                              | موريشيوس                 | هايتي                                |
| --------------------------------------------------------- | ------------------------ | ------------------------------------ |
| المساحة (كم2)                                             | 2.04 ألف                 | 27.75 ألف                            |
| عدد السكان (نسمة)                                         | 1.26 مليون               | 10.98 مليون                          |
| الكثافة السكانية (ن./كم²)                                 | 617.65                   | 395.68                               |
| العاصمة                                                   | بورت لويس                | بورت أو برانس                        |
| اللغة الرسمية                                             | لغة إنجليزية، لغة فرنسية | لغة فرنسية، اللغة الكريولية الهايتية |
| العملة                                                    | روبي موريشي              | جوردة هايتية                         |
| الناتج المحلي الإجمالي (بليون دولار)                      | 13.34 مليار              | 8.41 مليار                           |
| الناتج المحلي الإجمالي (تعادل القوة الشرائية) بليون دولار | 25.36 مليار              | 18.82 مليار                          |
| الناتج المحلي الإجمالي الاسمي للفرد دولار أمريكي          | 9.25 ألف                 | 818                                  |
| الناتج المحلي الإجمالي للفرد دولار أمريكي                 | 18.59 ألف                | 1.73 ألف                             |
| مؤشر التنمية البشرية                                      | 0.777                    | 0.483                                |
| رمز المكالمات الدولي                                      | +230                     | +509                                 |
| رمز الإنترنت                                              | .mu                      | .ht                                  |
| المنطقة الزمنية                                           | ت ع م+04:00              | 00                                   |

## منظمات دولية مشتركة
يشترك البلدان في عضوية مجموعة من المنظمات الدولية، منها:
| علم المنظمة | اسم المنظمة                                 | تاريخ انضمام موريشيوس | تاريخ انضمام هايتي |
| ----------- | ------------------------------------------- | --------------------- | ------------------ |
|             | تحالف الدول الجزرية الصغيرة                 | ?                     | ?                  |
|             | البنك الدولي للإنشاء والتعمير               | 23 سبتمبر 1968        | 8 سبتمبر 1953      |
|             | المركز الدولي لتسوية المنازعات الاستشارية   | 2 يوليو 1969          | 26 نوفمبر 2009     |
|             | منظمة التجارة العالمية                      | ?                     | ?                  |
|             | منظمة حظر الأسلحة الكيميائية                | ?                     | ?                  |
|             | الأمم المتحدة                               | 24 أبريل 1968         | 24 أكتوبر 1945     |
|             | مجموعة دول أفريقيا والكاريبي والمحيط الهادئ | ?                     | ?                  |
|             | منظمة الشرطة الجنائية الدولية               | ?                     | ?                  |
|             | وكالة ضمان الاستثمار متعدد الأطراف          | 28 ديسمبر 1990        | 11 ديسمبر 1996     |
|             | يونسكو                                      | 25 أكتوبر 1968        | 18 نوفمبر 1946     |
|             | مؤسسة التنمية الدولية                       | 23 سبتمبر 1968        | 13 يونيو 1961      |
|             | مؤسسة التمويل الدولية                       | 23 سبتمبر 1968        | 20 يوليو 1956      |
|             | الاتحاد البريدي العالمي                     | ?                     | ?                  |
|             | الاتحاد الدولي للاتصالات                    | 30 أغسطس 1969         | 10 أكتوبر 1927     |

## وصلات خارجية
- موقع وزارة الخارجية الهايتية